# Sommer-Paralympics 2008/Teilnehmer (Honduras)
| stlisierte Goldmedaille | stlisierte Silbermedaille | stlisierte Bronzemedaille |
| ----------------------- | ------------------------- | ------------------------- |
| —                       | —                         | —                         |

Honduras nahm mit zwei Sportlern an den sommer-Paralympics 2008 im chinesischen Peking teil. Fahnenträger bei der Eröffnungsfeier war Luis Hernandez. Keiner der Athleten kam über die Vorläufe hinaus.

## Teilnehmer nach Sportarten

### Leichtathletik
Männer
- Maxim Espinal
- Luis Hernandez